# بروک رولینز
بروک لزلی رولینز (زاده ۱۰ آوریل ۱۹۷۲) وکیل و سیاستمدار آمریکایی است که از سال ۲۰۲۵ به عنوان سی و سومین وزیر کشاورزی ایالات متحده خدمت می‌کند.
رولینز قبلاً به عنوان معاون مشاور کل، مشاور اخلاق و مدیر سیاست‌گذاری ریک پری، فرماندار تگزاس خدمت می‌کرد. از سال ۲۰۰۳ تا ۲۰۱۸، رولینز رهبری بنیاد سیاست عمومی تگزاس، یک اندیشکده محافظه کار مستقر در شهر آستین را بر عهده داشت.
رولینز مدیر دفتر نوآوری آمریکا از سال ۲۰۱۸ تا ۲۰۲۰، و مدیر شورای سیاست داخلی ایالات متحده در اولین دوره ریاست جمهوری دونالد ترامپ بود.
در فاصله زمانی بین دولت اول تا دولت دوم دونالد ترامپ، رولینز یکی از افرادی بود که مؤسسه سیاست اول آمریکا، اندیشکده غیرانتفاعی برای ترویج دستور کار سیاست عمومی ترامپ، را تأسیس کرد.

### دوران اولیه زندگی و حرفه
مادر رولینز، هلن کروین است که با برنده شدن در انتخابات سال ۲۰۲۴ به عضویت مجلس نمایندگان تگزاس درآمد.
رولینز در مزرعه‌ای در شهر گلن رز، ایالت تگزاس بزرگ شد. او در سال ۱۹۹۴ با مدرک کارشناسی علوم در توسعه کشاورزی از دانشگاه تگزاس ای‌اندام فارغ‌التحصیل شد. در طی تحصیل در دانشگاه تگزاس ای‌اندام، او اولین زنی بود که به عنوان رئیس انجمن دانشجویی برگزیده شد.
رولینز مدرک جی‌دی خود را از دانشکده حقوق دانشگاه تگزاس دریافت کرد و با افتخارات بالایی فارغ‌التحصیل شد. بعد از فارغ‌التحصیلی از دانشکده حقوق، رولینز چند سال در شرکت کی اند ال گیتس در دالاس کار کرد و زیر نظر باربارا ام. لین قاضی دادگاه منطقه‌ای فدرال به عنوان دفتر دار فعالیت کرد. رولینز قبلاً به عنوان معاون مشاور کل، مشاور اخلاق و مدیر سیاست‌گذاری ریک پری، فرماندار تگزاس خدمت می‌کرد.
رولینز از سال ۲۰۰۳ تا ۲۰۱۸ رئیس و مدیر عامل بنیاد سیاست عمومی تگزاس، اندیشکده محافظه کار مستقر در شهر آستین بود. در دوران ریاست او بر این اندیشکده، تعداد کارمندان آن از ۳ نفر به ۱۰۰ نفر افزایش یافت. در سال ۲۰۱۱، کتاب مجله تگزاس مانثلی از رولینز به عنوان یکی از ۲۵ فرد مقتدر تگزاسی نام برد. در طی دوران حضور او در این بنیاد، اندیشکده از خاتمه دادن یارانه کشاورزی به کشاورزان حمایت کرد و با الزامات-اتانول برای سوخت مخالفت کرد.

## وزیر کشاورزی (۲۰۲۵–اکنون)

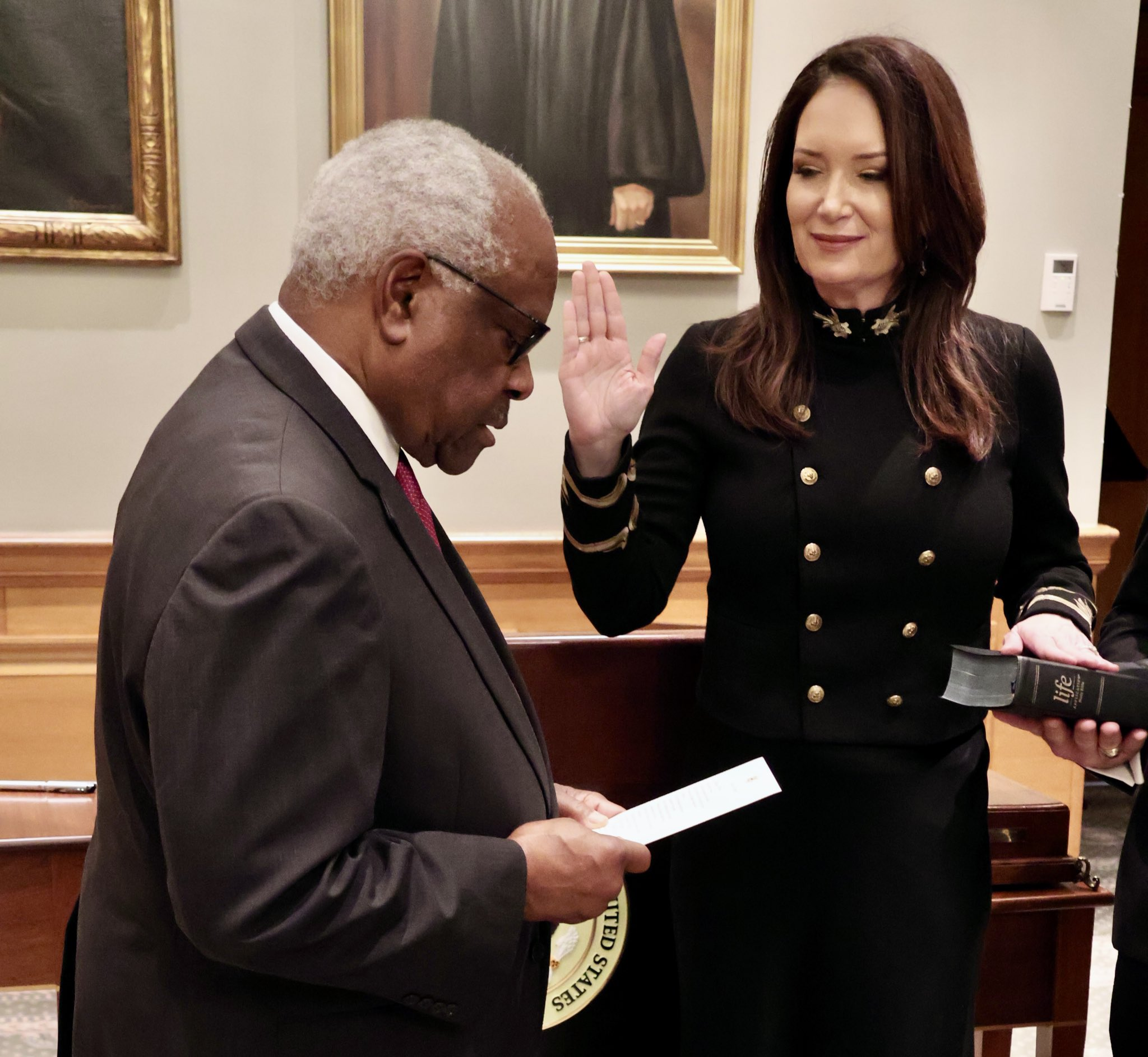
رولینز در حال انجام مراسم سوگند در حضور قاضی دستیار کلارنس توماس، ۲۰۲۵

### نامزدی و تأیید
در روز ۲۳ نوامبر ۲۰۲۴، رئیس‌جمهور منتخب ترامپ اعلام کرد که قصد دارد رولینز را به عنوان وزیر کشاورزی معرفی کند. رولینز پس از آن ونمن، دومین زنی است که این مقام را در اختیار گرفته است. او در روز ۲۳ ژانویه ۲۰۲۵، در کمیته کشاورزی سنا حضور یافت. این کمیته، نامزدی او را در روز ۳ فوریه به اتفاق آرا تأیید کرد.
در روز ۱۳ فوریه ۲۰۲۵، مجلس سنا با ۷۲ رأی موافق در برابر ۲۸ رأی، به رولینز برای در اختیار گرفتن مقام وزیر کشاورزی رای اعتماد داد.

### تصدی
در روز ۱۳ فوریه ۲۰۲۵، رولینز به عنوان سی و سومین وزیر کشاورزی ایالات متحده در حضور قاضی دستیار کلارنس توماس مراسم سوگند را به جای آورد.

## زندگی شخصی
رولینز با مارک ازدواج کرده است. آنها دارای چهار فرزند هستند.